# Ильинский, Игорь Михайлович
И́горь Миха́йлович Ильи́нский (род. 28 июня 1936, Ленинград, РСФСР, СССР) — советский и российский историк, философ, социолог. Кандидат исторических наук, доктор философских наук, профессор. С февраля 1994 года по июнь 2024 года - Ректор Московского гуманитарного университета. С 1 июля 2024 года - Президент Московского гуманитарного университета.
Главный ученый секретарь общественного Совета по координации научных исследований проблем молодежи при ЦК ВЛКСМ, Академии наук СССР, Академии педагогических наук СССР, Министерства высшего образования СССР (1984—1991).
По данным РИНЦ, входит в число наиболее цитируемых российских ученых по философии, социологии и педагогике. На лето 2020 года индекс Хирша равен 31.
Действительный член Российской академии естественных наук, Академии военных наук, Академии российской словесности, Международной академии наук (Австрия) и ряда других академий. Вице-президент Исследовательского комитета-34 «Социология молодежи» Всемирной ассоциации социологических исследований (1984—1991).
Главный редактор журнала «Знание. Понимание. Умение», Президент Русского интеллектуального клуба. Председатель Попечительского совета литературной Бунинской премии (2005—2020). Член Экспертного совета при Комитете по образованию и науке Государственной Думы РФ, член Экспертного совета при Комитете по образованию и науке Совета Федерации РФ, член Экспертного совета при Комитете Государственной Думы по физической культуре, спорту, туризму и делам молодежи, член Союза писателей РФ. Доверенное лицо президента РФ В. В. Путина.

## Биография
Родился в Ленинграде. Житель блокадного Ленинграда с 1 сентября 1941 по 23 июля 1942 г. Эвакуирован 23.07.1942. Окончил Новосибирский строительный техникум (1956), Омское танко-техническое училище (1958), Новосибирский строительный техникум (1956), Омское танко-техническое училище (1958), Новосибирский институт инженеров железнодорожного транспорта (1964, заочно). С 1971 по 1974 годы заочно учился в аспирантуре при Московском институте народного хозяйства им. Г. В. Плеханова.
После демобилизации из армии — мастер, секретарь комитета комсомола на военизированной стройке п/я 53; первый секретарь Дзержинского райкома комсомола (02.1961—09.1964), начальник цеха завода п/я 23. С 01.1964 по 07.1971 — зав. сектором, зам. зав. орготделом в аппарате ЦК ВЛКСМ (г. Москва), главный редактор общественно-политического журнала ЦК ВЛКСМ «Комсомольская жизнь» (07.1971—07.1975). Слушатель очного отделения Дипломатической академии МИД СССР (07.1975—06.1977). Окончил с отличием и знанием английского и немецкого языков. 1977—1982 гг. — зав. отделом, заместитель директора Научно-исследовательского центра (НИЦ) при Высшей комсомольской школе (ВКШ). Секретарь партийного комитета ВКШ при ЦК ВЛКСМ. В 02.1984—02.1994 — директор НИЦ при ВКШ (с 1990 — Института молодежи). 
С февраля 1994 года по июнь 2024 года — ректор Московского гуманитарного университета, с 1 июля 2024 года - Президент Московского гуманитарного университета.
Диссертацию на соискание учёной степени кандидата исторических наук по теме «Организационно-политическое укрепление ВЛКСМ на основе творческого развития норм демократического централизма (1966—1970 гг.)» (специальность «История Коммунистической партии Советского Союза») защитил в 1975 году в Высшей комсомольской школе при ЦК ВЛКСМ.
Диссертацию на соискание учёной степени доктора философских наук по теме «Роль ВЛКСМ в политической системе советского общества: социально-политический аспект» (специальность «Теория научного коммунизма») защитил в 1984 году в Академии общественных наук при ЦК КПСС.
В 1988 году присвоено учёное звание профессора.
Подготовил 26 кандидатов наук.
Инициатор и разработчик теоретическо-правовых основ государственной молодёжной политики в СССР, научный руководитель и один из соавторов подготовки Закона СССР «Об общих началах государственной молодёжной политики в СССР» (принят Верховным Советом СССР в апреле 1991 года). За эту работу И. М. Ильинскому присуждена премия Ленинского комсомола.
Член Совета по делам молодёжи при Президенте РФ и Коллегии Государственного Комитета РФ по делам молодёжи (1995—2000). Советник Руководителя Аппарата Государственной Думы РФ (1996—2004). Член Совета Всемирного русского народного собора (2002—2007). Заместитель председателя Экспертной комиссии при Комитете Государственной Думы по делам детей, семьи и молодёжи (2004—2008). Член Коллегии Комитета РФ по делам молодежи (1992—1997), Член Бюро Совета Российского гуманитарного научного фонда (2005—2010). Председатель Комиссии по негосударственным образовательным учреждениям при Комитете Совета Федерации РФ по науке, культуре, образованию, здравоохранению и экологии (2007—2008); заместитель председателя Экспертного совета по законодательному обеспечению образования при Комитете Совета Федерации ФС РФ по науке, образованию, культуре и информационной политике (2008—2012). Директор Международного института ЮНЕСКО «Молодёжь за культуру мира и демократии»; Президент Союза негосударственных вузов Москвы и Московской области.
Член Союза писателей России. Прозаик, поэт и публицист; исполнитель песен в жанре шансон.

## Награды
- Государственные награды (кроме юбилейных) — Орден Дружбы (1996) — за заслуги перед государством, успехи, достигнутые в труде, и большой вклад в укрепление дружбы и сотрудничества между народами; Орден Почёта (2001) — за заслуги в научной деятельности и подготовку высококвалифицированных кадров; Орден «За заслуги перед Отечеством» IV степени (2006) — за большой вклад в развитие образования и науки и многолетний добросовестный труд; Знак отличия Правительства Москвы «За заслуги перед Москвой» № 92 (2011).
- Общественные награды и звания: Знак «Жителю блокадного Ленинграда» (2000); звание «Почетный ветеран г. Москвы» (2019); почётный гражданин Нового Орлеана (1972).
- Ведомственные награды и звания: Премия Ленинского комсомола (1991); Медаль К. Д. Ушинского Министерства образования и науки РФ «За заслуги в области педагогических наук» (1996); Медаль «Почётный работник высшего профессионального образования Российской Федерации» (1999) Минобороны РФ; Почетная Грамота Мэра Москвы (1999); Почетный знак Российской Академии естественных наук «Рыцарь науки и искусств. Разум. Честь. Доблесть» (2001); Медаль Минобрнауки РФ «Почетный работник сферы молодёжной политики» (2002); Золотой почетный знак «Общественное признание» в номинации «Наука и образование» (2003); Знак и диплом «Книга года» (2005) Всероссийского конкурса "100 лучших вузов РФ в номинации лучшая книга года"; Орден «Queen Victoria» («Королева Виктория», Оксфорд, Англия, 2005); Национальная премия за монографию «Между будущим и прошлым» в номинации «Философия» в номинации «Лучшие книги и издательства года» (2006); Почетная Грамота Совета Федерации РФ (2006); Почетная Грамота Московской городской Думы (2006); Международная премия Ильяса Эфендиева (Баку, Азербайджан 2007); Почетный знак Всероссийского конкурса «100 лучших вузов России» с присвоением звания «Ректор года» (2009); Знак отличия «За заслуги перед Москвой» (2011); Благодарность Президента Российской Федерации Владимира Владимировича Путина (2014) — за достигнутые трудовые успехи, многолетнюю плодотворную работу, активную законотворческую деятельность; Национальная премия «Лучшие книги и издательства года» в номинации «Художественная литература, публицистика» за документальную повесть «Живу и помню» (2015); Орден Русской православной церкви Святого благоверного царевича Димитрия за дела милосердия (2016); Всероссийская историко-литературная премия «Александр Невский» (2016) за документальную повесть «Живу и помню».
- Юбилейные награды — Медаль «В ознаменование 100-летия со дня рождения Владимира Ильича Ленина» (1970); Медаль «В память 850-летия Москвы» (1997); Медаль «В память 300-летия Санкт-Петербурга» (2004); Памятная медаль «В честь 60-летия полного освобождения Ленинграда от фашистской блокады» (2004); Юбилейная медаль «60 лет Победы в Великой Отечественной войне 1941—1945 гг.» (2005); Юбилейная медаль «65 лет Победы в Великой Отечественной войне 1941—1945 гг.» (2010); Юбилейная медаль «75 лет Победы в Великой Отечественной войне 1941—1945 гг.» (2020).

## Цитаты
Вклад молодежи в жизнь общества будет именно такой, какую систему идей, ценностей, знаний и нравственных качеств заложит в нее общество (Ильинский И.М. Концепция воспитания жизнеспособных поколений российской молодежи // Ильинский, И.М. Молодежь России и проблемы образования (пути, которые выбирали не мы): монография / И. М. Ильинский. - М.: Изд-во Моск. гумант. ун-та, 2022. 812 с. - С. 131-172. - С. 132.
Чтобы общество сохранялось, надо управлять развитием [4].
Сегодня легко оценивать прошлое, тут все умные. А как понимать то, что происходит в данный момент? На самом деле - это свидетельство дальновидности, прозорливости, объективности исследования. Это самое сложное [5].

## Основные работы

### Собрание сочинений
Ильинский И. М. Собрание сочинений : в 5 т. М.: Терра, 2016.Т. 1: Философия Происходящего / вступ. ст. А. А. Лиханова. 672 с.; 1 л. портр. (Серия «Отечественная мысль новой и новейшей истории»).
 Ильинский И. М. Собрание сочинений : в 5 т. М.: Терра, 2016. Т. 2: Молодежь. Молодежная политика. Молодежная организация / послесл. В. А. Лукова. 672 с. (Серия «Отечественная мысль новой и новейшей истории»).
 Ильинский И. М. Собрание сочинений : в 5 т. М.: Терра, 2016. Т. 3: Высшее образование для XXI века / послесл. С. И. Плаксия. 688 с. (Серия «Отечественная мысль новой и новейшей истории»).
  Ильинский И. М. Собрание сочинений : в 5 т. М.: Терра, 2016. Т. 4: Война и мир: история и современность / послесл. А. И. Фурсова. 680 с. (Серия «Отечественная мысль новой и новейшей истории»).
 Ильинский И. М. Собрание сочинений : в 5 т. М.: Терра, 2016. Т. 5: Проза. Публицистика. Стихи. Письма / послесл. Вл. А. Лукова. 696 с. (Серия «Отечественная мысль новой и новейшей истории»).

### Книги
- Ильинский И. М. Путь и вклад в науку / И.М. Ильинский. – Москва: Издательство Московского гуманитарного университета, 2024. – 268 с.
- Ильинский И. М. Уроки истины: материалы воспитательного проекта ректора Московского гуманитарного университета профессора И.М. Ильинского / И.М. Ильинский – М.: Изд-во Моск. Гуманит. ун-та, 2023. – 512 с.
- Ильинский И. М. Молодежь России и проблемы образования (пути, которые выбирали не мы) : монография / И.М. Ильинский. – М. : Изд-во Моск. Гуманит. ун-та, 2022. – 812 с.
- Ильинский И. М. Путь к успеху. Кн. 4. – М.: Изд-во Моск. Гуманит. ун-та, 2022. – 300 с.
- Как уничтожали советское образование / авт. ст. и сост. И. М. Ильинский. — М. : Изд-во Моск. гуманит. ун-та, 2023. 332 с.
- Ильинский И. М. Уроки истины : материалы воспитательного проекта ректора Московского гуманитарного университета профессора И. М. Ильинского. М. : Изд-во Моск. гуманит. ун-та, 2023. 512 с.
- Ильинский И. М. Молодежь России и проблемы образования (пути, которые выбирали не мы) : монография. М. : Изд-во Моск. гуманит. ун-та, 2022. 812 с.
- Открытая кафедра. Откровения властных и интеллектуальных элит России о её бедах в «лихие 90-е» и далее… Проект Московского гуманитарного университета : стенограммы выступлений / автор идеи и руководитель проекта И. М. Ильинский; под общ. ред. И. М. Ильинского. М. : Изд-во Моск. гуманит. ун-та, 2022. 448 с.; илл.: 20 с.
- Ильинский И. М. Очерки. 2-е изд., доп. М. : Изд-во Моск. гуманит. ун-та, 2022. 332 с.
- Ильинский И. М. Путь к успеху. М. : Изд-во Моск. гуманит. ун-та, 2022. 300 с.
- Ильинский И. М. Стихи и песни. М. : Изд-во Моск. гуманит. ун-та, 2021. 276 с.
- Ильинский И. М. Очерки. М. : Изд-во Моск. гуманит. ун-та, 2021. 334 с.
- Ильинский И. М. Избранное / отв. ред. Е. А. Белый. М. : Изд-во Моск. гуманит. ун-та, 2021. 643 с.
- Ильинский И. М. Великая Отечественная: Правда против мифов. — М.: Изд-во Моск. гуманит. ун-та, 2015. — 320 с. — ISBN 978-5-906768-58-2 (архивировано в WebCite).
- Ильинский И. М. Великая Отечественная: правда и факты против мифов : монография. — М.: Изд-во Моск. гуманит. ун-та, 2014. — 180 с.
- Ильинский И. М. Живу и помню. — М.: Изд-во Моск. гуманит. ун-та, 2014. — 232 с. — ISBN 978-5-98079-555-8 (архивировано в WebCite).
- Ильинский И. М. Прошлое в Настоящем: избранное. — М.: Изд-во Моск. гуманит. ун-та, 2011. — 840 с. — ISBN 978-5-98079-700-3
- Ильинский И. М. Кредо : Стихи. Песни. Проза. — М.: Изд-во Моск. гуманит. ун-та, 2011. — 384 с.
- Ильинский И. М. Играющий триумвират: образование, политика, право. Сборник статей, выступлений, интервью. — М.: Изд-во Моск. гуманит. ун-та, 2010. — 135 с.
- Ильинский И. М. Беседы об истории Московского гуманитарного университета. — М.: Изд-во Моск. гуманит. ун-та, 2009. — 328 с. — ISBN 978-5-98079-555-9.
- Ильинский И. М. Образование. Молодёжь. Человек (статьи, интервью, выступления). Кн. 2. — М.: Изд-во Моск. гуманит. ун-та, 2009. — 530 с. — ISBN 978-5-98079-555-8
- Ильинский И. М. Путь к успеху. Кн. 2. — М.: Изд-во Моск. гуманит. ун-та, 2009. — 168 с. — ISBN 978-5-98079-514-6
- Ильинский И. М. Корни и Крылья. Повествование о родословной. — М.: Восход, 2008. −272 с.
- Ильинский И. М. Мой комсомол (избранные статьи и очерки) / отв. ред. Е. А. Белый. — М.: Изд-во Моск. гуманит. ун-та, 2008. — 396 с. — ISBN 978-5-98079-470-5
- Закон о молодёжи: док. и материалы по истории становления гос. молодёжной политики в России / Сост. и авт. вступ. ст. И. М. Ильинский, Вал. А. Луков; Моск. гуманит. ун-т. — М.: Изд-во Моск. гуманит. ун-та, 2008. Т. 1. — 2008. — 543 с. Т. 2. — 2008. — 547 с.
- Ильинский И. М. Асимметричный человек. — М.: Изд-во Моск. гуманит. ун-та, 2007. — 72 с.
- Ильинский И. М. Образование, Молодёжь, Человек: (статьи, интервью, выступления). — М.: Изд-во Моск. гуманит. ун-та, 2006. — 560 с.
- Главный противник: Документы американской внешней политики и стратегии 1945—1950 гг. / Пер. с англ.; сост. и авт. вступит. ст. И. М. Ильинский. — М.: Изд-во Моск. гуманит. ун-та, 2006. — 504 с.
- Ильинский И. М. Стихи и песни. — М.: Изд-во Моск. гуманит. ун-та, 2006. — 116 с.
- Ильинский И. М. Между Будущим и Прошлым: Социальная философия Происходящего. — М.: Изд-во Моск. гуманит. ун-та, 2006. — 664 с.
- Московский гуманитарный университет: 60 лет / Ильинский И. М.; Сост. Е. А. Белый. — М.: Изд-во Моск. гуманит. ун-та, 2005. — 182 с. — 1500 экз. — ISBN 5-98079-083-7.
- Ильинский И. М. Негосударственные вузы России: опыт самоидентификации. — М.: Изд-во Моск. гуманит. ун-та, 2004. — 350 с.
- Что значит быть русским сегодня?: сочинения старшеклассников — участников конкурса, проведённого в марте — июле / под. общ. ред. И. М. Ильинского. — М.: Изд-во Моск. гуманит. ун-та, 2005. — 327 с.
- Ильинский И. М. Негосударственные вузы России: опыт самоидентификации. — М.: Изд-во Моск. гуманит. ун-та, 2004. — 350 с.
- Ильинский И. М. Путь к успеху. — М.: Изд-во Моск. гуманит. ун-та, 2004. — 512 с.
- Ильинский И. М. Образовательная революция. — М.: Изд-во Моск. гуманит.-соц. акад., 2002. — 592 с.
- Ильинский И. М. Молодёжь и молодёжная политика: Философия. История. Теория. — М.: Голос, 2001. — 694 с.
- Ильинский И. М. Так живу, так люблю. — М.: Голос, 1998. — 320 с.
- Ильинский И. М. Молодёжь России: общие оценки, выводы, прогнозы. — София, 1993.
- Ильинский И. М. Формирование европейского сознания молодого поколения. — София, 1993.
- Ильинский И. М. Советская молодёжь в критический момент истории. — Афины: Одигитис, 1988. — 189 с. (греч.)
- Ильинский И. М. Василий Алексеев. — М.: Молодая гвардия, 1986. — 349 с.: ил. — (Жизнь замечательных людей).
- Ильинский И. М. Положение молодёжного движения в 80-х годах и перспективы развития на 2000 год = The situation of youth in the 1980s and prospects and challenges for the year 2000 / Департамент международной экономики и социального развития. — New York: United Nations, 1986. — 106 с.: табл. (англ.)
- Ильинский И. М. ВЛКСМ в политической системе советского общества. — М.: Молодая гвардия, 1981. — 239 с.
- Ильинский И. М. Перспективы молодёжного движения в 80-е годы = Youth prospects in the 1980s: [Обобщающий доклад XXI конференции ЮНЕСКО, подготовленный на основе материалов, представленных группой экспертов по проблемам молодёжи.] / И. М. Ильинский, Ф. Альберони [и др.]. — Лозанна: Изд-во ЮНЕСКО, 1980. — 43 с. (англ.)
- Ильинский И. М. Комсомол = Komsomol / И. М. Ильинский, В. Б. Милютенко. — Хельсинки: Изд-во АПН, 1980. — 160 с. (фин.)

### Брошюры
- Ильинский И. М. История России и Советского Союза: истина против мифов: Беседа ректора Московского гуманитарного университета со студентами, 21 июня 2014 г. / И.М. Ильинский. – М.: Изд-во Моск. гуманит. ун-та, 2024. — 76 с.
- Ильинский И. М. Что есть США (История учит?) / И. М. Ильинский. — Москва : Издательство Московского гуманитарного университета, 2023. — 68 с.
- Ильинский И. М. Я родом из Блокады (три антимифа о битве за Ленинград и Блокаде). — М.: Изд-во Моск. гуманит. ун-та, 2020. — 60 с. — ISBN 978-5-907194-65-6  (архивировано в WaybackMachine).
- Ильинский И. М. Возвращение имени (документальный очерк о Н. В. Трущенко). — М. : Изд-во Моск. гуманит. ун-та. — 2019. — 50 с.
- Ильинский И. М. О спасительной роли образования. — М.: Издательство Института молодёжи, 1998. — 98 с.
- Ильинский И. М. О терроре и терроризме. — М.: Социум, 2001. — 74 с.
- Ильинский И. М. О молодёжной политике российского политического центризма. — М.: Социум, 1999. — 102 с.
- Ильинский И. М. О «культуре» войны и Культуре мира. — 2-е изд. — М.: Изд-во МосГУ, 2003. — 128 с.
- Ильинский И. М. На пути формирования корпоративной культуры университета: докл. на совещании профессоров, преподавателей и сотрудников Моск. гуманит. ун-та 30 авг. 2004 г. — М.: Изд-во МосГУ, 2004. — 43 с.
- Ильинский И. М. Негосударственные вузы России: кризис идентичности и пути его преодоления. — М.: Изд-во МосГУ, 2004. — 39 с.
- Ильинский И. М. Великая Победа. — М.: Издательство Московского гуманитарного университета, 2005. — 76 с.
- Ильинский И. М. О новых мерах по развитию Московского гуманитарного университета: докл. на ежегод. августовском совещ. преподавателей и сотрудников, 29 августа 2005 г. — М.: Изд-во МосГУ, 2005. — 43 с.
- Ильинский И. М. Российский вуз глазами студентов: по материалам опроса студентов гос. и негос. вузов, май-июнь. / И. М. Ильинский, В. А. Луков; Нац. Союз негос. вузов, Моск. гуманит. ун-т. — М.: Изд-во МосГУ, 2006. — 88 с.
- Ильинский И. М. Об итогах государственной аккредитации Московского гуманитарного университета и задачах его дальнейшего развития: докл. на август. совещ. управлен. персонала ун-та 20 авг. 2008 г. — М.: Изд-во МосГУ, 2008. — 37 с.
- Ильинский И. М. О Бунине: статьи, интервью, выступления. — М.: Изд-во Моск. гуманит. ун-та, 2009. — 94 с. — 500 экз. — ISBN 978-5-98079-554-2 (архивировано в WebCite).
- Ильинский И. М. Это наша Победа! Точка : Выступление на митинге преподавателей, сотрудников и студентов Московского гуманитарного университета, посвящённом 65-й годовщине Победы в Великой Отечественной войне, 29 апреля 2010 г. — М.: Изд-во МосГУ, 2010. — 27 с.
- Ильинский И. М. Ради себя и «других», ради Будущего. — М.: Изд-во МосГУ, 2011. — 64 с.

### Статьи
·        Ильинский И. М. Антимиф «о святом великомученике царе Николае II» и годах его правления // Знание. Понимание. Умение. -2024. - № 2. – С. 5-35.
·        Ильинский И. М. История России и СССР как стихия и заговор // Знание. Понимание. Умение. -2024. - № 1. – С. 5-16.
·        Ильинский И. М. Кому потребовалась «перестройка»? «Застоя» не было! // Знание. Понимание. Умение. -2023. - № 4. – С. 5-24.
·        Ильинский И. М. Тайны «перестройки» // Знание. Понимание. Умение. -2023. - № 2. – С. 5-23.
·        Ильинский И. М. Немыслимое: «перестройка» как заговор // Знание. Понимание. Умение. -2023. - № 1. – С. 5-38.
·        Ильинский И. М. Доклад на XVIII Международной конференции «Высшее образование для XXI века»: «Воспитание – вызовы современности» // Знание. Понимание. Умение. -2022. - № 4. – С. 5-17.
·        Ильинский И. М. Молодежь и строительство нации // Знание. Понимание. Умение. -2022. - № 2. – С. 5-28.
·        Ильинский И. М. Будущее капитализма в человеческом измерении // Знание. Понимание. Умение. -2022. - № 1. – С. 5-17.
·        Ильинский И. М. Мифы «перестройки» // Знание. Понимание. Умение. 2021. № 1. С. 5—33.
·        Ильинский И. М. Как «дикий ковбой» Рейган и «новомысл» Горбачёв уничтожали СССР (размышления над книгой П. Швейцера «Победа, роль тайной стратегии США в распаде Советского Союза и социалистического лагеря») // Знание. Понимание. Умение. 2021. № 3. С. 5—25.
·        Ильинский И. М. Штрихи к психологическому и политическому портретам бывшего Генсека ЦК КПСС и Президента СССР М. С. Горбачева // Знание. Понимание. Умение. 2021. № 1. С. 5—27.
·        Ильинский И. М. Цифровое общество: новые выгоды и новые угрозы // Высшее образование для XXI века: цифровая трансформация общества: новые возможности и новые вызовы : доклады и материалы XVI Международной научной конференции : в 2 ч. М., 2020. С. 7—14.
·        Ильинский И. М. Вступительное слово на пленарном заседании XVI Международной научной конференции «Высшее образование для XXI века. Цифровая трансформация общества: новые возможности и новые вызовы» // Знание. Понимание. Умение. 2020. № 4. С. 5—14.
·        Ильинский И. М. Я родом из блокады (окончание) // Знание. Понимание. Умение. 2020. № 3. С. 5—25.
·        Ильинский И. М. Я родом из блокады (продолжение) // Знание. Понимание. Умение. 2020. № 2. С. 5—16.
·        Ильинский И. М., Луков В. А. Московские Студенты: Трансформации Ценностных Ориентаций // Вестник Российского университета дружбы народов. Серия: Социология. 2020. Т. 20. № 1. С. 50-63.
·        Ильинский И. М. Я родом из Блокады // Знание. Понимание. Умение. 2020. № 1. С. 5-21 (НАЧАЛО), Знание. Понимание. Умение. 2020. № 2. С. 5-16 (ПРОДОЛЖЕНИЕ).
·        Ильинский И. М. Межвоенные годы в СССР (1921-1939), или готовил ли Сталин страну к Большой войне // Знание. Понимание. Умение. 2019. № 1. С. 5-32.
·        Ильинский И. М. Куда несешься, Русь? (Размышления о происходящем) // Знание. Понимание. Умение. 2019. № 3. С. 5-23.
·        Ильинский И. М. Это наша Страна, Наш путь и наша история // Знание. Понимание. Умение. 2019. № 4. С. 5-20.
·        Ильинский И. М. "Закон СССР о молодежи" – Последний Дар Комсомола "Новой" России. В сборнике: Благодаря комсомолу.... сборник выступлений. 2018. С. 284-308.
·        Ильинский И. М. Возможно ли возвращение Комсомола // Социологические исследования. 2018. № 10. С. 120.
·        Ильинский И. М. Не Божий дар, а феномен природы // Знание. Понимание. Умение. 2018. № 1. С. 5-27.
·        Ильинский И. М. Порядок из хаоса // Знание. Понимание. Умение. 2018. № 2. С. 5-12.\
·        Ильинский И. М. Проблема воспитания в условиях глобальных угроз и рисков // Знание. Понимание. Умение. 2018. № 3. С. 5-12.
·        Ильинский И. М. Воспитание молодежи – безопасность страны // Студенчество. Диалоги о воспитании. 2018. № 3 (99). С. 3.
·        Ильинский И. М. И. А. Бунин: тайны явления и жизни классика // Знание. Понимание. Умение. 2019. № 2. С. 5-20.
·        Ильинский И. М. Выступление на открытии Торжественной церемонии вручения Международной Бунинской премии 2017 года // Знание. Понимание. Умение. – 2017. – № 4. – С. 5-11. – doi:10.17805/zpu.2017.4.1.
·        Ильинский И. М. Бунин как «буревестник» новой революции // Знание. Понимание. Умение. – 2017. – № 3. – С. 5-19. – doi:10.17805/zpu.2017.3.1.
·        Ильинский И. М. Холодная война: новый этап // Знание. Понимание. Умение. – 2015. – № 3. – С. 5-17. – doi:10.17805/zpu.2015.3.1.
·        Ильинский И. М. Российский народ – это народ-победитель // Знание. Понимание. Умение. – 2015. – № 2. – С. 5-13. – doi:10.17805/zpu.2015.2.1.
·        Ильинский И. М. Миф о безмерных потерях СССР в Великой Отечественной войне // Знание. Понимание. Умение. – 2015. – № 1. – С. 5-17.
·        Ильинский И. М. Воспитание в уважении и любви // Знание. Понимание. Умение. – 2014. – № 2. – С. 5-9.
·        Ильинский И. М. Директива на все времена. Американские цели в отношении русского мира // Литературная газета. 2014. 30 апреля. № 17 (6460).
·        Ильинский И. М. «Знание – понимание – умение» как формула перспективной научной и образовательной политики // Знание. Понимание. Умение. 2014. № 1. – С. 5-17.
·        Ильинский И. М. Российские вузы на переломном этапе // Знание. Понимание. Умение. – 2014. № 3. – С. 5-17.
·        Ильинский И. М. Будущее рождает надежды… // Наша молодёжь. 2014. 1-15 октября. № 19(85). – С. 14-15.
·        Ильинский И. М. Образовательные технологии: соотношение традиций и новаторства // Знание. Понимание. Умение. 2013. № 3. – С. 3-7.
·        Ильинский И. М. Победа бесценна // Знание. Понимание. Умение: журнал. – 2013. – № 1. – С. 3-10.
·        Ильинский И. М. Об эффективности мониторинга вузов // Знание. Понимание. Умение. 2013. № 2. С. 3-9.
·        Ильинский И. М. Служители русского Слова и Речи // Знание. Понимание. Умение: журнал. – 2013. – № 4. – С. 3-4.
·        Ильинский И. М. Высшее образование для XXI века // Знание. Понимание. Умение. 2012. № 4. – С. 3-7.
·        Ильинский И. М. «Модернизация» российского образования в контексте мировой глобализации // Знание. Понимание. Умение. 2012. № 3. – С. 3-23.
·        Ильинский И. М. Выбор России: об итогах выборов Президента Российской Федерации 2012 года // Знание. Понимание. Умение. 2012. № 2. – С. 3-9.
·        Ильинский И. М. Русский вопрос // Знание. Понимание. Умение. 2012. № 1. С. 3-8.
·        Ильинский И. М. Выбор России: об итогах выборов Президента Российской Федерации 2012 года // Знание. Понимание. Умение: журнал. – 2012. – № 2. – С. 3-9.
·        Ильинский И. М. Воспитание в индивидуализированном обществе // Знание. Понимание. Умение : журнал. – 2011. – № 4. – С. 3-8.
·        Ильинский И. М. Прошлое в Настоящем // Знание. Понимание. Умение : журнал. – 2011. – № 3. – С. 3-8.
·        Ильинский И. М. Куда идёт отечественное образование // Знание. Понимание. Умение : журнал. – 2011. – № 1. – С. 4-13.
·        Ильинский И. М. Образование в целях оглупления // Знание. Понимание. Умение : журнал. – 2010. – № 1. – С. 3-30.
·        Ильинский И. М. О ситуации, некоторых прогнозах и стратегиях развития негосударственного высшего профессионального образования в России в связи с демографической ямой // Знание. Понимание. Умение: журнал. – 2010. – № 4. – С. 4-15.
·        Ильинский И. М. Это наша Победа. Точка // Знание. Понимание. Умение : журнал. – 2010. – № 2. – С. 3-14.
·        Ильинский И. М. Белая правда Бунина (заметки о бунинской публицистике) // Знание. Понимание. Умение. 2009. № 4. – С. 5-26.
·        Ильинский И. М. Зачем вспоминать о войне // Знание. Понимание. Умение. – 2009. – № 2. – С. 5-10.
·        Ильинский И. М. Линия фронта в войне с Россией проходит через Украину. Выступление на Парламентских слушаниях в Государственной Думе РФ по теме «Состояние российско-украинских отношений и выполнение обязательств по Договору о дружбе, сотрудничестве и партнёрстве между Российской Федерацией и Украиной», 1 апреля 2008 года.
·        Ильинский И. М. Асимметричный человек // Эдип. Философский, психоаналитический и педагогический журнал. – 2008. – № 3. – С. 7-20.
·        Ильинский И. М. Из вступительного слова : выступление на Всерос. науч. конф. «Образ российской молодёжи в современном мире: самосознание и социокультурные ориентиры»; Москва,                     6-7 дек. // Альма Матер. – 2008. – № 2. – С. 3-6.
·        Ильинский И. М. Корни наших проблем: из заключительного слова на 16 заседании Русского интеллектуального клуба по теме «Русский язык: перспективы в политике и культуре» // Высшая школа XXI века. – 2008. – № 9. – С. 93.
·        Ильинский И. М. «Сейчасность» писем Бунина // Литературная газ. – 2008. – № 38-39; 24-30 сент. – С. 3. – (Прил. «Читающая Москва»)
·        Ильинский И. М. Тихая холодная гражданская война // Знание. Понимание. Умение. – 2008. – № 2. – С. 5-10.
·        Ильинский И. М. Это было не зря // Литературная газ. – 2008. – № 44; 29 окт.-5 нояб. – С. 3.
·        Ильинский И. М. След его в мире есть: беседа с ректором Моск. гуманит. ун-та И. М. Ильинским / записал Красавин Н. // Литературная газ. – 2007. – № 51; 19-25 дек. – С. 4. – (Прил. «Читающая Москва»).
·        Ильинский И. М. Война с прошлым: Борьба идеологий была и будет всегда // Гудок. – 2007. – 17 дек.
·        Ильинский И. М. А. А. Зиновьев: «Человек – нормальный» // Знание. Понимание. Умение : журнал. – 2007. – № 3. – С. 7-10.
·        Ильинский И. М. Хватит шуметь, господа!: О возне вокруг Бунинской премии// Литературная газ. – 2007. – № 36, 12-18 сент.
·        Ильинский И. М. Выступление: круглый стол «Александр Зиновьев: мыслитель и человек» // Вопросы философии. – 2007. – № 4. – С. 36-62.
·        Ильинский И. М. К читателям журнала «Знание. Понимание. Умение» // Знание. Понимание. Умение. – 2007. – № 1. – С. 5-6.
·        Ильинский И. М. Комментарий к статье А. Чубарьяна «Образование влипло в историю» // Московский комсомолец. – 2007. – 19 февр.
·        Ильинский И. М. Свобода – путь к Знанию, Пониманию, Созиданию // Знание. Понимание. Умение. – 2004. – № 1. – С. 10-18.

### Интервью
·        Ильинский И. М. Цель нашего университета – формирование интеллектуальной элиты России: интервью ректора Моск. гуманит. ун-та И. М. Ильинского / записал Б. Старцев // Элитное образование в России и за рубежом : журнал. — 2005. — № 2. — С. 25—29.
·        Ильинский И. М. Государственная молодёжная политика: уроки недавнего прошлого [Текст] / [Интервью с Игорем Ильинским и Валерием Луковым] // Вузовский вестник. — 2009. — № 3 (75). — С. 13-15.
·        Ильинский И. М. Любовь в рабочей одежде // Улица Юности : журнал. — 2010. — № 14. — С. 3—6.

### Научное редактирование
·          Высшее образование для XXI века. Воспитание: вызовы современности: XIX Международная научная конференция, МосГУ, 23-24 ноября 2023 г. : доклады и материалы / под общ. ред. И. М. Ильинского. — М. : Изд-во Моск. гуманит. ун-та, 2024. – 644 c.
·          Моисеевские чтения. Гуманитарные вызовы и угрозы XXI века: VI общероссийская научная конференция, МосГУ, 20-22 апреля 2023 г.: доклады и материалы в 2-х томах / Том I / под общ. Ред. И.М. Ильинского. _ М.: Изд-во Моск. Гуманит. Ун-та, 2023. – 578 с.
·          Моисеевские чтения. Гуманитарные вызовы и угрозы XXI века: VI общероссийская научная конференция, МосГУ, 20-22 апреля 2023 г.: доклады и материалы в 2-х томах / Том II / под общ. Ред. И.М. Ильинского. _ М.: Изд-во Моск. Гуманит. Ун-та, 2023. – 222 с.
·          Высшее образование для XXI века. Воспитание: вызовы современности: XVIII Международная научная конференция, МосГУ, 24-26 ноября 2022 г. : доклады и материалы / под общ. ред. И. М. Ильинского. — М. : Изд-во Моск. гуманит. ун-та, 2022. - 448 c.
·          Высшее образование для XXI века: Ответы на глобальные вызовы : XVII Международная научная конференция, МосГУ, 25-27 ноября 2021 г. : доклады и материалы / под общ. ред. И. М. Ильинского. — М. : Изд-во Моск. гуманит. ун-та, 2021. – 257 c.
·          Высшее образование для XXI века: Цифровая трансформация общества: новые возможности и новые вызовы : XVI Международная научная конференция, МосГУ, 18–19 ноября 2020 г. : доклады и материалы : в 2 ч. Ч. 1. / под общ. ред. И. М. Ильинского. — М. : Изд-во Моск. гуманит. ун-та, 2020. — 685 с.
·          Высшее образование для XXI века: Цифровая трансформация общества: новые возможности и новые вызовы : XVI Международная научная конференция, МосГУ, 18–19 ноября 2020 г. : доклады и материалы : в 2 ч. Ч. 2. / под общ. ред. И. М. Ильинского. — М. : Изд-во Моск. гуманит. ун-та, 2020. — 492 с.
·          Русский интеллектуальный клуб : стенограммы заседаний и другие материалы. В 4 томах. Том 1. - Москва : Социум, 2020. — 532 с.
·        Высшее образование для XXI века: роль гуманитарного образования в контексте технологических и социокультурных изменений. XV Международная научная конференция. Доклады и материалы. В 2-х частях. Под общей редакцией И.М. Ильинского. 2019.
·        Русский интеллектуальный клуб : стенограммы заседаний и др. материалы : Кн. 8 / Под науч. ред. И. М. Ильинского; Моск. гуманит. ун-т. — М.: Социум, 2011. — 242 с.
·        Высшее образование для XXI века : IV Междунар. науч. конф., Моск. гуманит. ун-т, 18-20 окт. : докл. и материалы : Ч. 1. / Под. общ. ред. И. М. Ильинского. — М.: Изд-во МосГУ, 2007. — 156 с.
·        Высшее образование для XXI века : IV Междунар. науч. конф., Моск. гуманит. ун-т, 18-20 окт. : докл. и материалы : Ч. 2. / Под общ. ред. И. М. Ильинского. — М.: Изд-во МосГУ, 2007. — 156 с.
·        Русский интеллектуальный клуб : стенограммы заседаний и др. материалы : Кн. 5. / Под науч. ред. И. М. Ильинского; Моск. гуманит. ун-т. — М.: Социум, 2007. — 223 с. : ил.
·        Высшее образование для XXI века : вторая междунар. науч. конф., Моск. гуманит. ун-т, 20-22 окт. : докл. и науч. сообщения / Отв. ред. И. М. Ильинский ; Нац. Союз негос. вузов. — М.: Изд-во МосГУ, 2006. — 322 с.
·        Высшее образование для XXI века : науч. конф., 22-24 апр. : докл. и материалы / Отв. ред. И. М. Ильинский ; Нац. союз негос. вузов. — М.: Изд-во МосГУ, 2005. — 312 с.
·        Высшее образование для XXI века: вторая междунар. науч. конф., 20-22 окт. : докл. и материалы / Отв. ред. И. М. Ильинский. — М.: Изд-во МосГУ, 2005. — 343 с.
·        Высшее образование для XXI века : науч. конф., Моск. гуманит. ун-т, 22-24 апр. : культурологические, педагогические, психологические проблемы высшего образования : докл. и материалы / Отв. ред. И. М. Ильинский. — М.: Изд-во МосГУ, 2004. — 324 с.
·        Высшее образование для XXI века : науч. конф., Моск. гуманит. ун-т, 22-24 апр. : пленарные заседания 22-23 апр. ; спец. заседание «Негосударственное высшее образование в России: состояние и перспективы развития» (стенограмма) / Отв. ред. И. М. Ильинский. — М.: Изд-во МосГУ, 2004. — 212 с.
·        Высшее образование для XXI века : науч. конф., Моск. гуманит. ун-т, 22-24 апр. : философские, социологические, экономические проблемы высшего образования: докл. и материалы / Отв. ред. И. М. Ильинский. — М.: Изд-во МосГУ, 2004. — 353 с.
·        Русский интеллектуальный клуб : стенограмма заседания и др. материалы : Кн. 4. / Под науч. ред. И. М. Ильинского ; Моск. гуманит. ун-т. — М.: Социум, 2004. — 280 с.
·        Высшее образование для XXI века: общие подходы и практические меры : материалы междунар. российско-польской науч. конф., 16 нояб. / Под. общ. и науч. ред., предисл. Ильинского И. М. ; Союз негос. вузов г. Москвы и Моск. обл., Моск. гуманит.-соц. акад., Конференция ректоров акад. негос. высших учеб. заведений Польши, образовательный фонд «Перспективы». — М.: Изд-во Моск. гуманит.-соц. акад., 2003. — 96 с.
·        Русский интеллектуальный клуб : стенограмма заседания и др. материалы : Кн. 3. / под науч. ред. И. М. Ильинского. — М.: Социум, 2002. — 276 с.
·        Молодёжь России перед лицом глобальных вызовов на рубеже веков : (как противостоять агрессивному экстремизму, ксенофобии и насилию среди молодёжи) : материалы междунар. конф., 18-19 нояб. / Под науч. и общ. ред. И. М. Ильинского ; Междунар. ин-т «Молодёжь за культуру мира и демократию», Моск. гуманит.-социал. акад. — М.: Социум, 2001. — 463 с. : . ил.
·        Русский интеллектуальный клуб : стенограммы заседаний и статей : Кн. 2. / Под науч. ред. И. М. Ильинского. — М.: Социум, 2001. — 223 с.
·        Русский интеллектуальный клуб : стенограммы заседаний / Под науч. ред. Ильинского И. М. — М.: Изд-во Ин-та молодёжи, 2000. — 228 с. : фото.
·        Молодёжь и общество на рубеже веков / Науч. ред., предисл. И. М. Ильинского. — М.: Изд-во Ин-та молодёжи, Голос, 1999. — 332 с.
·        Молодёжь планеты: глобальная ситуация в 90-х годах, тенденции и перспективы / Рук. автор. коллектива и науч. ред. И. М. Ильинский. — М.: Изд-во Ин-та молодёжи, Голос, 1999. — 323 с.
·        Социология молодёжи: учебник / Под ред. В. Т. Лисовского; редкол.: С. Н. Иконникова, И. М. Ильинский [и др.] ; Гос. ком. РФ по высш. образованию. — СПб.: Изд-во СПбГУ, 1996. — 460 с.
·        Молодёжь: будущее России / Под ред. Ильинского И. М. — М.: Изд-во Ин-та молодёжи, 1995. — 238 с.
·        Молодёжь России: воспитание жизнеспособных поколений : докл. Ком. РФ по делам молодёжи / Автор. кол.: Ильинский И. М. [и др.] ; Ком. РФ по делам молодёжи. — М.: [б. и.], 1995. — 256 с.
·        Социология молодёжи : В 3 кн. : Кн. 1. / Под ред. В. Т. Лисовского; редкол.: С. Н. Иконникова, И. М. Ильинский [и др.] ; НИИ комплексных социальных исследований СПбГУ, Ин-т молодёжи, Ком. РФ по делам молодёжи. — М.: Изд-во Ин-та молодёжи, 1995. — 186 с.
·        Молодёжь посткоммунистической России и Западной Европы = Young People in Post-Communist Russia and Eastern Europe / Ред.: И. М. Ильинский, Д. Риордан, К. Уильямс. — Aldershot ; Sydney : Dartmouth Publishing Company Limited, 1995. — 215 с.  (англ.)
·        Ценностный мир современной молодёжи: на пути к мировой интеграции : по материалам междунар. науч. конф. «Ценностный мир современной молодёжи: на пути к мировой интеграции», Ин-т молодёжи, 24-26 нояб. / Редкол.: Ильинский И. М. [и др.] ; Ком. РФ по делам молодёжи, Рос. союз молодёжи, Ин-т молодёжи, НИЦ при Ин-те молодёжи. — М.: Социум, 1994. — 172 с.
·        Молодёжь России: положение, тенденции, перспективы : докл. Ком. РФ по делам молодёжи / Редкол.: Шаронов А. В., Ильинский И. М. [и др.]. — М.: [б. и.], 1993. — 131 с.
·        Молодёжь России: тенденции, перспективы / Под ред. И. М. Ильинского, А. В. Шаронова. — М.: Молодая гвардия, 1993. — 224 с.
·        Положение молодёжи в советском обществе : аналитический отчёт / Автор. кол.: Ильинский И. М. [и др.]; ВКШ при ЦК ВЛКСМ, НИЦ. — М., 1990. — 168 с.
·        Молодёжь в процессе обновления : материалы междунар. науч.-практ. конф. «Мир и молодёжь», 11-13 нояб. / Редкол.: И. М. Ильинский [и др.]; ВКШ при ЦК ВЛКСМ, НИЦ. — М., 1989. — 348 с.
·        Молодёжь — 88 : сб. науч. тр. / Редкол.: Ильинский И. М. (рук.) [и др.]; ВКШ при ЦК ВЛКСМ, НИЦ. — М., 1989. — 263 с.
·        Социализм и молодёжь : [сб. ст.] / Сост. М. М. Мухамеджанов; под общ. ред. И. М. Ильинского. — М.: Молодая гвардия, 1988. — 255 с.
·        Молодёжь — 86: сб. ст. / Редкол.: Ильинский И. М. (рук.) [и др.]; НИЦ ВКШ при ЦК ВЛКСМ. — М., 1987. — 161 с.
·        Наука о молодёжи — 85 : материалы науч.-практ. конф. / Редкол.: И. М. Ильинский (рук.) [и др.] ; ВКШ при ЦК ВЛКСМ, НИЦ. — М., 1986. — 204 с.
·        Комсомольское строительство : учеб. пособие / Автор. кол.: И. М. Ильинский (рук.) [и др.]. — М. : Молодая гвардия, 1984. — 574 с.
·        Славный путь Ленинского комсомола. История ВЛКСМ / Редкол.: Пастухов Б. Н. (рук.) [и др]; авторский коллектив: Тяжельников Е. М. (рук.), Ацаркин А. Н., Ильинский И. М. [и др.]. — 2-е изд., перераб. и доп. — М.: Молодая гвардия, 1978. — 590 с. : ил.